# Eugen Göbel

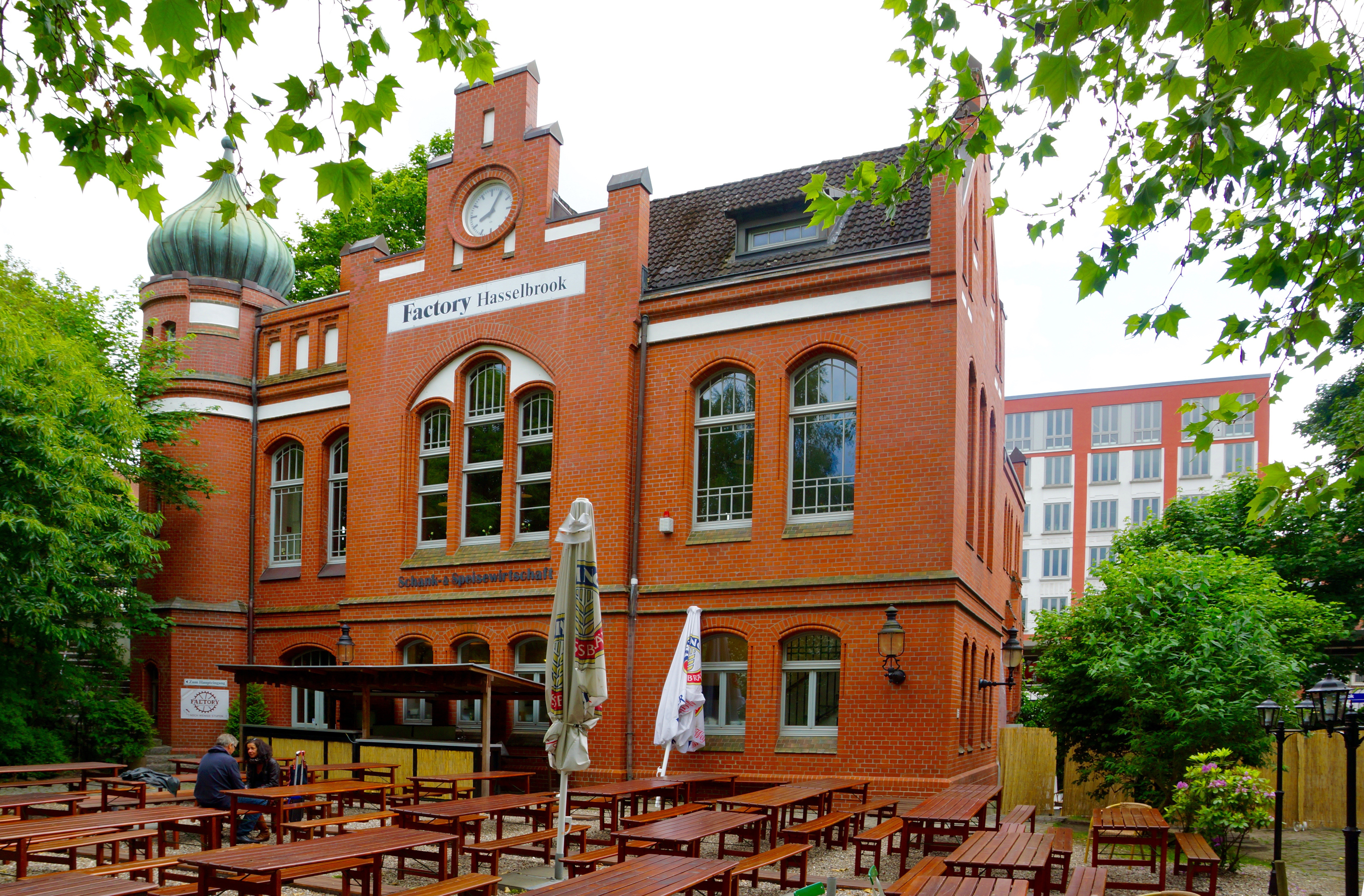
S-Bahnhof Hasselbrook

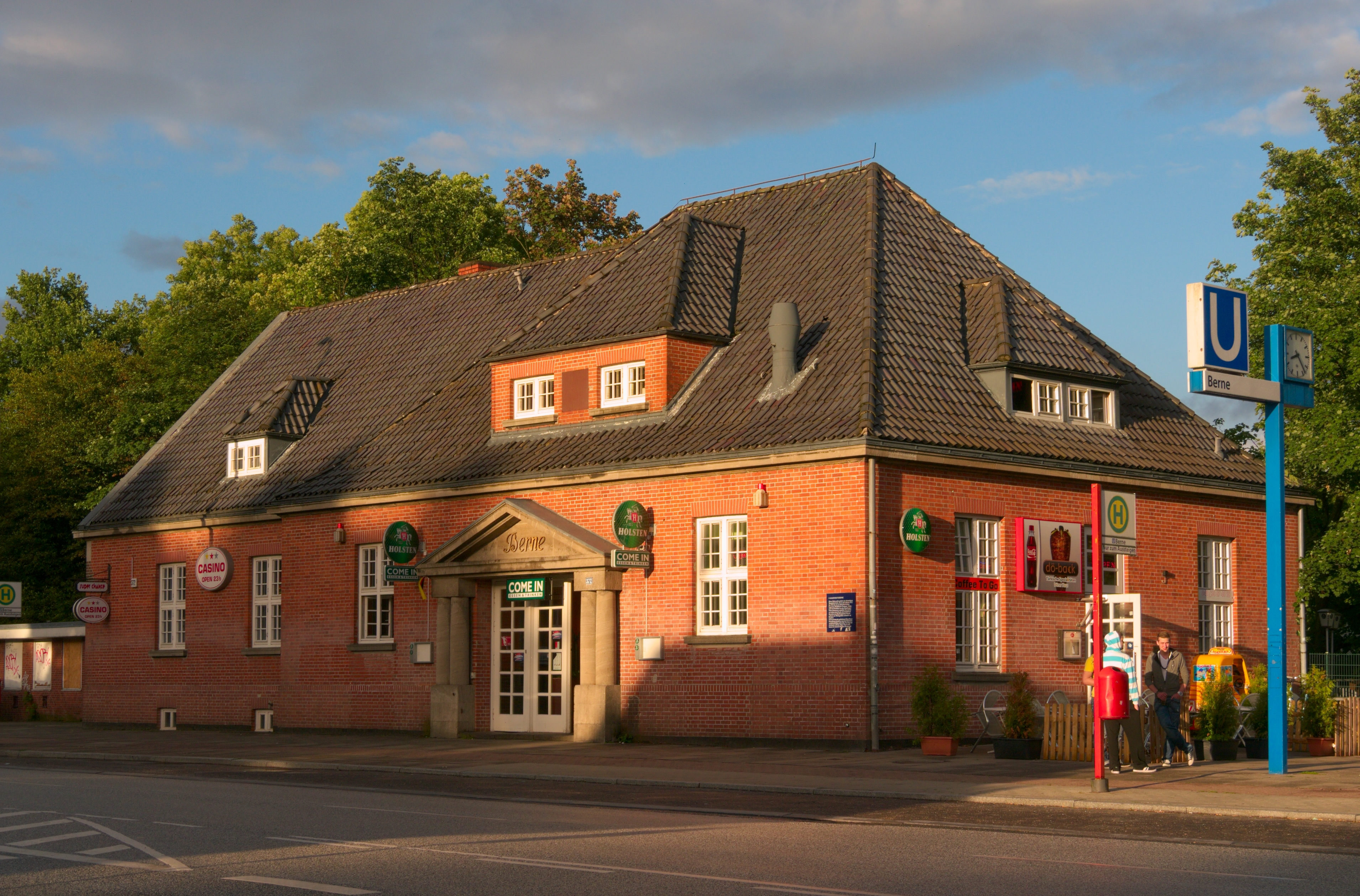
U-Bahnhof Berne

Eugen Göbel (* 20. September 1875; † 30. Januar 1937 in Hamburg) war ein deutscher Architekt und Baubeamter. Er studierte Architektur an der Technischen Hochschule Darmstadt, wo er Mitglied des Corps Rhenania wurde. Als Oberbaurat in der Hamburger Bauverwaltung unter Oberbaudirektor Fritz Schumacher entwarf er in der Zeit vor und nach dem Ersten Weltkrieg vor allem zahlreiche S- und U-Bahnhöfe, aber auch andere öffentliche Bauten in Hamburg und Umgebung. Von ihm stammen unter anderem die 16 U-Bahnhöfe der Walddörferbahn zwischen Barmbek und Großhansdorf bzw. Ohlstedt. Zwischen 1924 und 1931 leitete Göbel zudem die Ausführung mehrerer Schumacher-Entwürfe, darunter das Gefängnis Glasmoor, die Kapelle 13 des Friedhofs Ohlsdorf oder die Schulen Fraenkelstraße und Alter Teichweg.

## Bauten
- S-Bahnhöfe Hasselbrook, Barmbek und Ohlsdorf (1906/1907)
- Krankenhaus Cuxhaven
- Schwesternheim Langenhorn
- Sportgebäude im Hammer Park
- 16 Bahnhöfe der Walddörferbahn (um 1925)